# Massi Bruhn
Masine ”Massi” Steinon Bruhn, född 11 december 1846 i Flensburg, död 21 juni 1895 i Köpenhamn, var en dansk författare och kvinnosakskämpe.
Massi Bruhn var dotter till skogsfogden Georg Diderik Ludvig Sigismund Bruhn (1815–1908) och Thora Sevine Grønbech (1815–1885). Hon var ogift och bodde i 40 år i föräldrahemmet i Gribskov. Då modern dog 1885 såg Bruhn sin möjlighet att skapa sig en självständig tillvaro och hon flyttade till Köpenhamn. Där ägnade hon sina sista år som författare, skribent och politiskt aktiv.
Bruhn fick sin litterära debut 1888 med följetongen Et Lægemiddel som publicerades i tidningen Hvad vi vil, som gavs ut av Kvindelig Fremskridtsforening (KF). Hon var dessutom en del av tidningens redaktion från dess grundande 1888. På grund av oenigheter med redaktören Johanne Meyer lämnade hon dock detta arbete 1889 och fortsatte som vanlig skribent. Bruhn var även engagerad i både Dansk Kvindesamfund och KF där hon främst arbetade med kvinno- och fredsfrågor. På uppdrag av KF var hon med om att Socialpolitisk Skole for Kvinder 1889. Hon tillhörde den socialdemokratiska falangen inom respektive förening.
Bruhn bokdebuterade 1889 med romanen Et Ægteskab. Som titeln antyder så skildrar den ett äktenskap och dess utmaningar. Hennes andra roman, Alt for Fædrelandet från 1891, skildrar patriarkatets våldsmakt.